# Pontefract Priory
Pontefract Priory war ein dem Evangelisten Johannes geweihtes cluniazenisches Kloster, das um 1090 von Robert de Lacy, 2. Baron of Pontefract, in Pontefract, Yorkshire, gegründet wurde. Es existierte bis zur Auflösung der englischen Klöster. Klosterkirche und -gebäude sind vollständig zerstört, an sie erinnert nur noch die Ortsbezeichnung Monk-hill.

## Geschichte
Das Priorat stand in Abhängigkeit der Abtei La Charité-sur-Loire, aus dem die ersten Mönche stammten. Das Kopialbuch des Priorats blieb erhalten und ist eine primäre Quelle für seine Geschichte. Zwei Urkunden des Gründers werden in einer Geschichte von William Dugdale zitiert. In einer Urkunde von Henry de Lacy, 4. Baron of Pontefract, Sohn von Robert, ist davon die Rede, dass die Kirche der hl. Maria und dem hl. Johannes gewidmet sei. Diese Spenden wurden dem Kloster schließlich durch eine Bulle von Papst Coelestin bestätigt (ob Coelestin II. oder Coelestin III. ist unklar), was dem Priorat auch bestimmte kirchliche Privilegien verlieh.
Laut den Visitationsberichten gab es 1262 16 Mönche und 1279 27 Mönche. Zu letzterer Zeit leitete ein außergewöhnlicher Prior das Haus, er wurde für seinen Eifer während der zwölf Jahre seiner Leitung gelobt, worauf eine Verringerung der Schulden des Klosters von 3200 Mark auf 350 folgte. Eine spätere undatierte Visitation nennt 20 als mittlere Anzahl von Mönchen. Duckett druckt ein Schreiben von Prior Stephen von Pontefract aus dem Jahr 1323 an Abt Pierre II. de Chastelux von Cluny ab, in dem erklärt wird, dass er aufgrund eines Besuchs des englischen Königs und des Hofes in Pontefract daran gehindert gewesen sei, sein Kloster zu verlassen und die Visitation der englischen cluniazensischen Klöster durchzuführen. Im Jahr zuvor (1322) war Thomas of Lancaster, 2. Earl of Lancaster bei Pontefract Castle geköpft und „auf der rechten Seite des Hochaltars“ bestattet worden. Gerüchten zufolge wurden am Grab Wunder vollbracht. Dieser Versuch, den Grafen als Märtyrer zu betrachten, erregte den Zorn von König Eduard II., der die Opfergaben beschlagnahmte. Nicht lange danach wurde an der Stelle der Hinrichtung eine Thomas von Aquin geweihte Kapelle gebaut und 1343 dem Prior und Konvent von Pontefract die Genehmigung erteilt, „dort Messen und andere Gottesdienste zuzulassen“.

## Bestattungen
- Thurstan, Erzbischof von York († 1140)
- Thomas of Lancaster, 2. Earl of Lancaster († 1322)
- Richard Plantagenet, 3. Duke of York († 1460)

## Auflösung
Im Valor ecclesiasticus werden die jährlichen Einnahmen des Priorats mit £472 16s. 10½d. brutto and £337 14s. 8½d. netto angegeben. Der letzte Prior, James Thwayts, übergab das Kloster mit sieben Brüdern und einem Novizen am 23. November 1540 dem König Heinrich VIII., er erhielt eine Rente von fünfzig Pfund pro Jahr.